# Pôle eurasien d'inaccessibilité

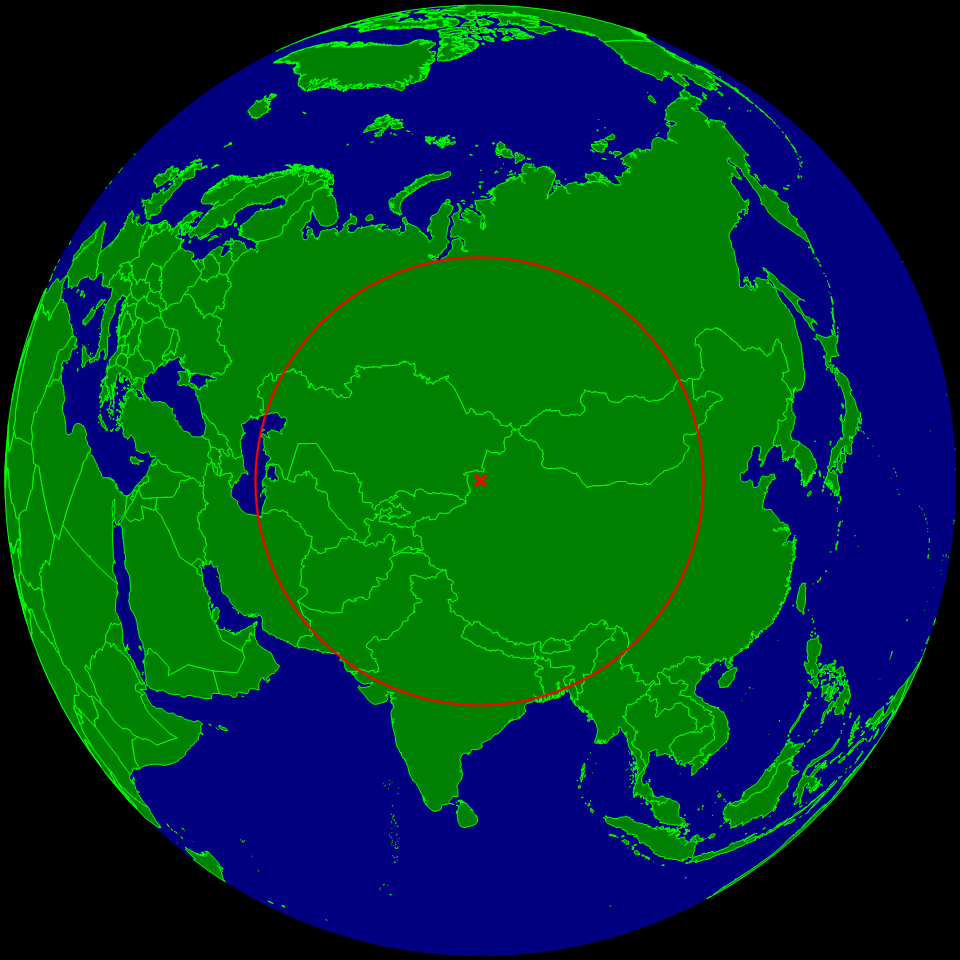
Projection hémisphérique de la Terre, centrée sur le pôle d'inaccessibilité EPIA1.

Le pôle eurasien d'inaccessibilité est le lieu du continent Eurasie le plus éloigné des océans. C'est également le lieu le plus éloigné de toute côte sur terre.

## Localisation
Un pôle d'inaccessibilité terrestre est le point d'une terre émergée qui est situé le plus loin possible des côtes. En général, seuls les océans sont pris en compte pour ce calcul, les lacs étant laissés de côté : dans le cas de l'Eurasie, la mer Caspienne n'est donc pas prise en compte.
Une étude réalisée en 2007 par Daniel Garcia-Castellanos et Umberto Lombardo propose deux lieux possibles comme points les plus éloignés des océans sur le territoire eurasien : EPIA1 (44° 17′ N, 82° 11′ E) et EPIA2 (45° 17′ N, 88° 08′ E), à l'incertitude sur la définition des côtes près. Ces deux lieux sont situés dans l'ouest de la région chinoise du Xinjiang, à 483 km de distance l'un de l'autre ; EPIA1 est distant des côtes de 2 510 ± 10 km tandis qu'EPIA2 l'est de 2 514 ± 7 km, les côtes les plus proches étant l'océan Arctique au nord, le golfe du Bengale au sud, la mer Jaune à l'est et la mer d'Arabie au sud-ouest.
Cette étude prend en compte le golfe de l'Ob comme zone océanique. Une précédente définition, qui omet ce golfe, définit un autre pôle d'inaccessibilité, par 46° 17′ N, 86° 40′ E, à 2 645 km de la côte la plus proche, à 320 km au nord d'Ürümqi dans le désert de Dzoosotoyn Elisen. Les villages les plus proches de ce point sont Hoxtolgay (45 km au nord-ouest), Xazgat (zh) (20 km à l'ouest) et Suluk (11 km à l'est). Ce pôle est situé à 416 km au nord-est d'EPIA1 et à 159 km au nord-ouest d'EPIA2.
Ces trois points sont situés à proximité du col d'Alataw. Ce col, à la frontière entre la Chine et le Kazakhstan, est un passage migratoire entre l'Est et l'Ouest historiquement significatif.
Quelle que soit la mesure, le pôle eurasien d'inaccessibilité est le point de la surface terrestre le plus éloigné de toute côte, ce qui en fait également le pôle continental d'inaccessibilité. En Afrique, ce point est distant des océans de 1 814 ± 2 km, en Amérique du Nord de 1 639 ± 14 km, en Amérique du Sud de 1 517 ± 2 km, en Antarctique de 1 300 ± 110 km (le pôle Sud d'inaccessibilité) et en Australie de 928 ± 6 km.
Par hasard, les pôles d'inaccessibilité continental et océanique (le point Nemo) ont un rayon similaire : EPIA1 et EPIA2 sont environ 178 km plus proches des océans que le point Nemo ne l'est de la terre.
Non loin de ces trois points, un lieu du village de Baojia Caozi (43° 40′ 52″ N, 87° 19′ 52″ E, dans la banlieue d'Ürümqi) est désigné en 1992 comme centre géographique de l'Asie (en) par une équipe de cartographes et de chercheurs de l'Académie chinoise des sciences et plusieurs universités européennes,. Une tour de 18 m de hauteur est érigée sur son emplacement dans les années 1990 ; le site est une attraction touristique locale.